# Keralica idukkensis
Keralica idukkensis är en nässeldjursart som beskrevs av Khatri 1984. Keralica idukkensis ingår i släktet Keralica och familjen Olindiasidae. Inga underarter finns listade i Catalogue of Life.